# Giuseppe Volta
Pour les articles homonymes, voir Volta.
Giuseppe Volta (né le 11 juillet 1903 à Casale Monferrato dans le Piémont et mort le 14 juillet 1979) est un joueur de football italien, qui évoluait au poste de milieu de terrain.

## Biographie
Formé dans le club de sa ville natale de Casale Monferrato dans la province d'Alexandrie, avec le club de l'Associazione Sportiva Casal Calcio, c'est avec ce même club qu'il fait ses débuts en équipe première en 1922. Il y joue 43 matchs en 5 saisons, jusqu'en 1927, où il rejoint le gros club de sa région pour une saison, la Juventus (où il joue le 25 septembre 1927 son premier match avec les bianconeri lors d'une défaite 2-1 contre Casale).
Après seulement 5 matchs joués, il rejoint la Lombardie pour évoluer avec l'Atalanta Bergame pendant 3 ans, avant de retourner à Casale durant 2 saisons. Durant la saison 1934-1935, il part évoluer dans le club de l'AC Pavie avant de terminer sa carrière à Asti.